# غوستاف ستروف
غوستاف ستروف (بالإنجليزية: Gustav Struve) (و. 1805 – 1870 م) هو صحفي، وكاتب، وقانوني، وثوري، ومحامي، ومؤرخ، وسياسي من الولايات المتحدة، وألمانيا، ولد في ميونخ، توفي في فيينا، عن عمر يناهز 65 عاماً.

## التعليم
تعلم في جامعة غوتينغن، وتعلم في جامعة هايدلبرغ
.

## روابط خارجية
- غوستاف ستروف على موقع الموسوعة البريطانية (الإنجليزية)